# Oliver Crane
Oliver Crane (nascido em 19 de junho de 1998) é um remador americano que atualmente detém o recorde de pessoa mais jovem a remar sozinho o Oceano Atlântico de um lado ao outro.

## Remo

### Remo pelo Atlântico
Em 12 de dezembro de 2017, Crane iniciou a sua viagem de 3,000 nmi (5,600 km; 3,500 mi) das Ilhas Canárias a Antígua para se tornar na pessoa mais jovem a remar sozinho através do Oceano Atlântico. A viagem levou Crane 44 dias, nos quais ele perdeu 25 lb (11 kg); através dos seus esforços, Crane arrecadou US $ 73.000 para a Oceana, uma organização de defesa da conservação do oceano e para a HomeFront, uma instituição de caridade de Nova Jersey que ajuda os sem abrigo. Crane completou a sua jornada numa embarcação de 23 ft (7.0 m) equipada com sistema de navegação, purificador de água, alimentos liofilizados, rádio e painéis solares.